# 林均濠
林均濠（1998年1月19日—）為臺灣男子籃球運動員，主打前鋒位置，現效力於超級籃球聯賽臺灣銀行。在2021年P. LEAGUE+新人選秀會上被高雄鋼鐵人以第一輪第5順位選中。

## 籃球經歷
林均濠國中就讀新北市忠孝國中，雖有接觸籃球但並非正規籃球訓練。高中就讀泰山高中，在2016 FIBA 3x3 台北資格賽與姜廣謙、陳亭硯組隊參加獲得U18男子組冠軍。大學時就讀台藝大，主打大前鋒，也因為其出色的身體條件也會幫忙扛中鋒。在大四即將畢業時，選擇留在UBA多磨練一年，並投入2021年P. LEAGUE+新人選秀會，在第一輪第5順位被高雄鋼鐵人選中。8月16日，林均濠與高雄鋼鐵人完成簽約。
2023年7月31日，林均濠與鋼鐵人的合約期滿，鋼鐵人不執行球隊選擇權而成為自由球員。隨後轉戰超級籃球聯賽臺灣銀行。

## 外部連結
- 林均濠的Instagram帳戶
- 林均濠在P. LEAGUE+
- 林均濠在Eurobasket.com（球員）（英语）
- 林均濠在Flashscore（英语）